# Кочо Урдин
Кочо Урдин (на македонска литературна норма: Кочо Урдин) е писател, разказвач, романист и драматург от Република Македония.

## Биография
Роден е през 1930 година в Струмица, тогава в Югославия. Учи литература в Белград и Скопие. Завършва Висше училище за политически науки в Белград. Работи като директор на Народния театър „Антон Панов“, основоположник е на Работническия университет, Художествената галерия, Интернационалната художествена колония и Музея в Струмица. Член е на Дружеството на писателите на Македония от 1962 година.
Умира в Скопие в 2008 година.